# Narella obscura
Narella obscura is een zachte koraalsoort uit de familie Primnoidae. De koraalsoort komt uit het geslacht Narella. Narella obscura werd in 1906 voor het eerst wetenschappelijk beschreven door Versluys. 